# Spencer Compton, 1.º Conde de Wilmington
Spencer Compton, 1.º Conde de Wilmington KG KB PC (Compton Wynyates, c. 1673 – Londres, 2 de julho de 1743) foi um político britânico que serviu no governo de 1715 até sua morte. Ele serviu como chefe de governo nominal de 1742 até sua morte, porém meramente como uma pessoa representativa do verdadeiro líder do governo, lorde John Carteret, 2.º Conde Granville, o Secretário de Estado para o Departamento do Norte. Compton é considerado o segundo primeiro-ministro da Grã-Bretanha depois de sir Robert Walpole.